# Métacortex
Métacortex est un roman de science-fiction de l'écrivain français naturalisé canadien Maurice G. Dantec paru le 3 février 2010. Il constitue le second volume de la trilogie inachevée Liber Mundi, entamée avec le roman Villa Vortex. Sans être une suite dudit roman, Métacortex en prolonge les interrogations métaphysiques, et se veut davantage une déclinaison des thèmes littéraires et des expérimentations narratives déjà exploitées par Dantec.

## Résumé
En 2020, deux policiers canadiens, l'un fils d'un Waffen SS qui a participé à la liquidation du ghetto de Varsovie, l'autre fils d'un dignitaire soviétique, tous deux immigrés en Amérique du Nord, se voient confier la mission de retrouver un dangereux pédophile en cavale,,.

## Réception
Le blog Stalker donne un bon aperçu des réactions.